# 김영문 (탁구 선수)
김영문(金英文)은 대한민국의 탁구 선수였다. 1962년 인도네시아 자카르타 아시안게임에서 단체 은메달을 획득했다.